# Harikanassou
Harikanassou (auch: Harkanassou) ist eine Landgemeinde im Departement Boboye in Niger.

## Geographie

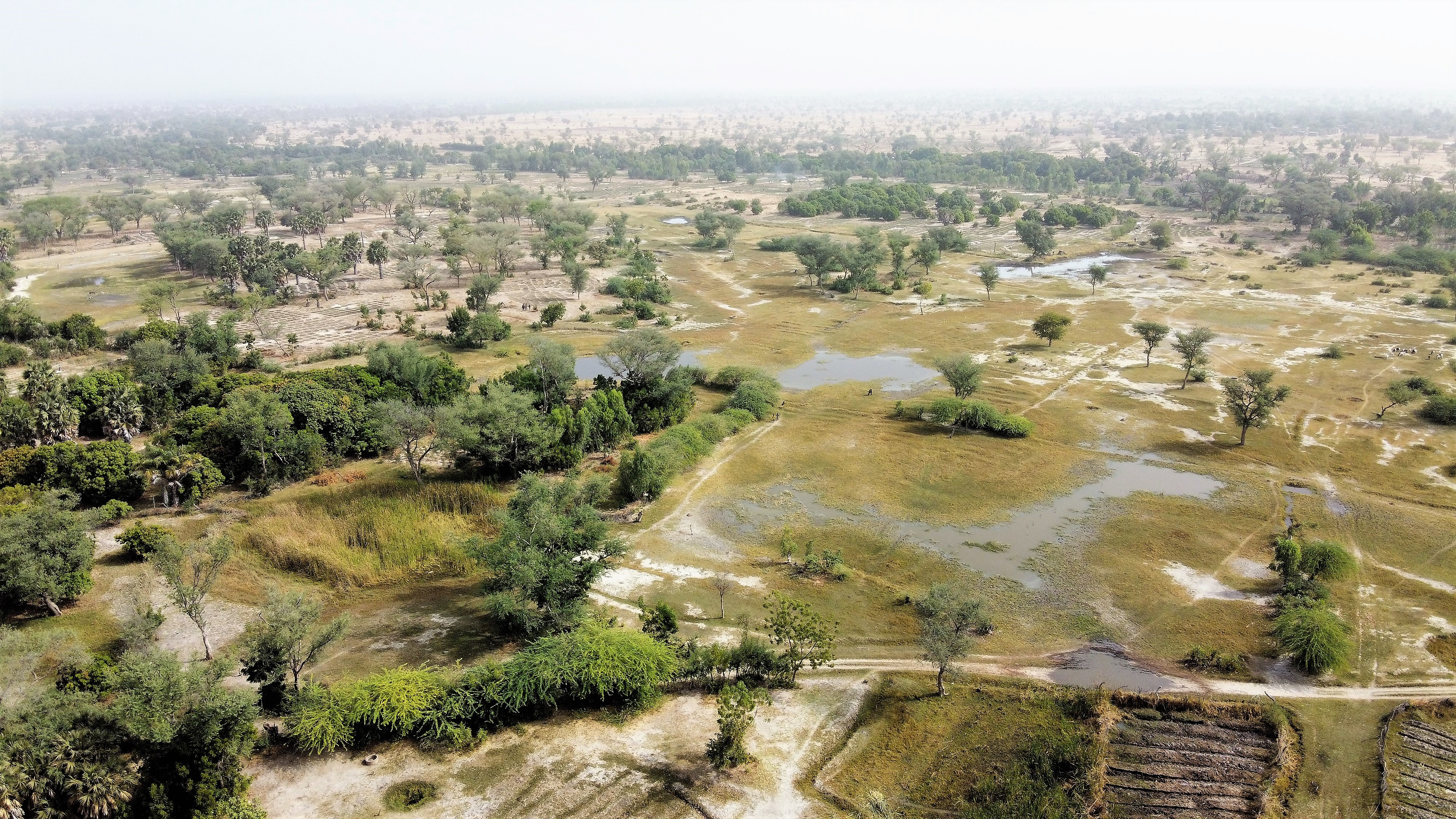
Trockental Dallol Bosso in der Landgemeinde Harikanassou

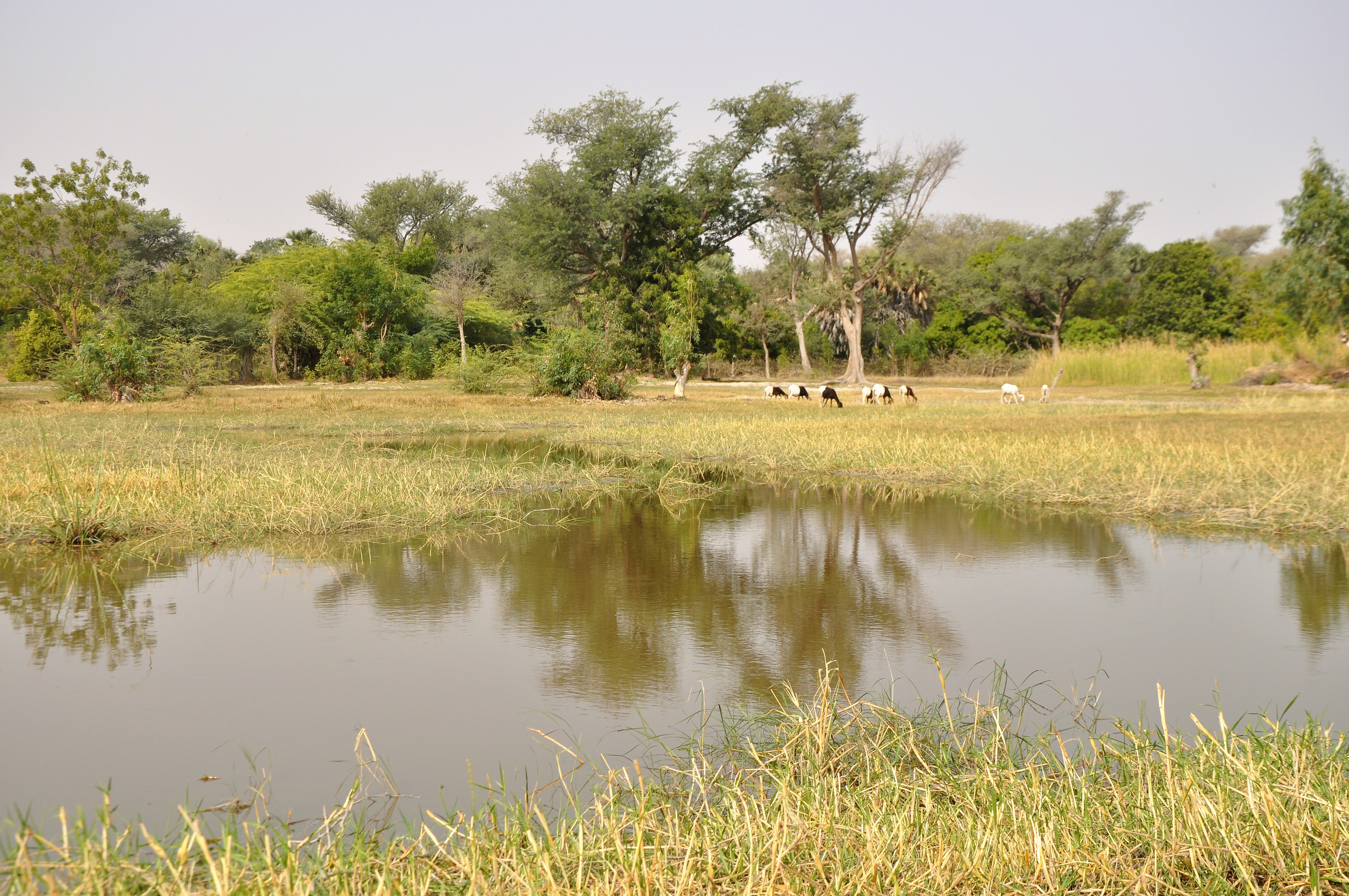
Vieh an einem Oberflächengewässer in der Landgemeinde Harikanassou

Harikanassou liegt am Trockental Dallol Bosso und am Übergang der Sahelzone zur Großlandschaft Sudan. Die Nachbargemeinden sind Koygolo im Norden, Kiota im Osten, N’Gonga im Süden, Kouré im Südwesten und Dantchandou im Nordwesten. Bei den Siedlungen im Gemeindegebiet handelt es sich um 32 Dörfer, 22 Weiler und 7 Lager. Der Hauptort der Landgemeinde ist das Dorf Harikanassou.
In der Trockenzeit wandert die letzte freilebende Population von Westafrikanischen Giraffen aus Kouré in das Gebiet von Harikanassou.

## Geschichte
Die Landgemeinde Harikanassou ging als Verwaltungseinheit 2002 im Zuge einer landesweiten Verwaltungsreform aus dem westlichen Teil des Kantons Harikanassou/Kiota hervor. Im Hauptort und in drei weiteren Siedlungen in der Gemeinde gab es im Zeitraum von 2011 bis 2016 vier Dürrejahre.

## Bevölkerung
Bei der Volkszählung 2012 hatte die Landgemeinde 23.567 Einwohner, die in 3340 Haushalten lebten. Bei der Volkszählung 2001 betrug die Einwohnerzahl 19.976 in 2790 Haushalten.
Im Hauptort lebten bei der Volkszählung 2012 1416 Einwohner in 196 Haushalten, bei der Volkszählung 2001 1485 in 209 Haushalten und bei der Volkszählung 1988 908 in 122 Haushalten.
In ethnischer Hinsicht ist die Gemeinde ein Siedlungsgebiet von Zarma und Fulbe.

## Politik

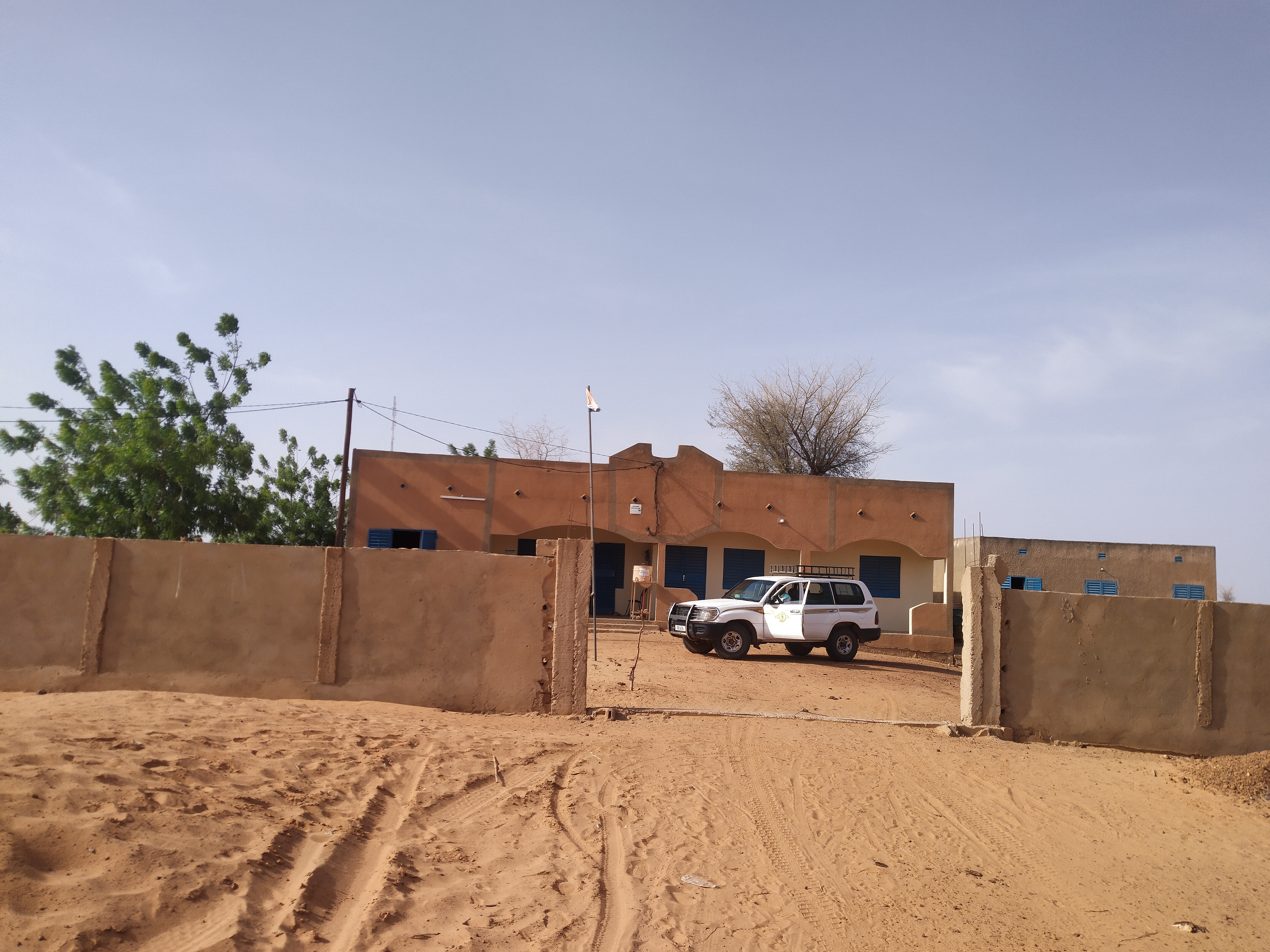
Hof des Rathauses von Harikanassou

Der Gemeinderat (conseil municipal) hat 11 gewählte Mitglieder. Mit den Kommunalwahlen 2020 sind die Sitze im Gemeinderat wie folgt verteilt: 6 PNDS-Tarayya, 2 RNDP-Aneima Banizoumbou, 1 ANDP-Zaman Lahiya, 1 MNSD-Nassara und 1 PJP-Génération Doubara.
Jeweils ein traditioneller Ortsvorsteher (chef traditionnel) steht an der Spitze der 32 Dörfer in der Gemeinde, darunter dem Hauptort.

## Wirtschaft und Infrastruktur

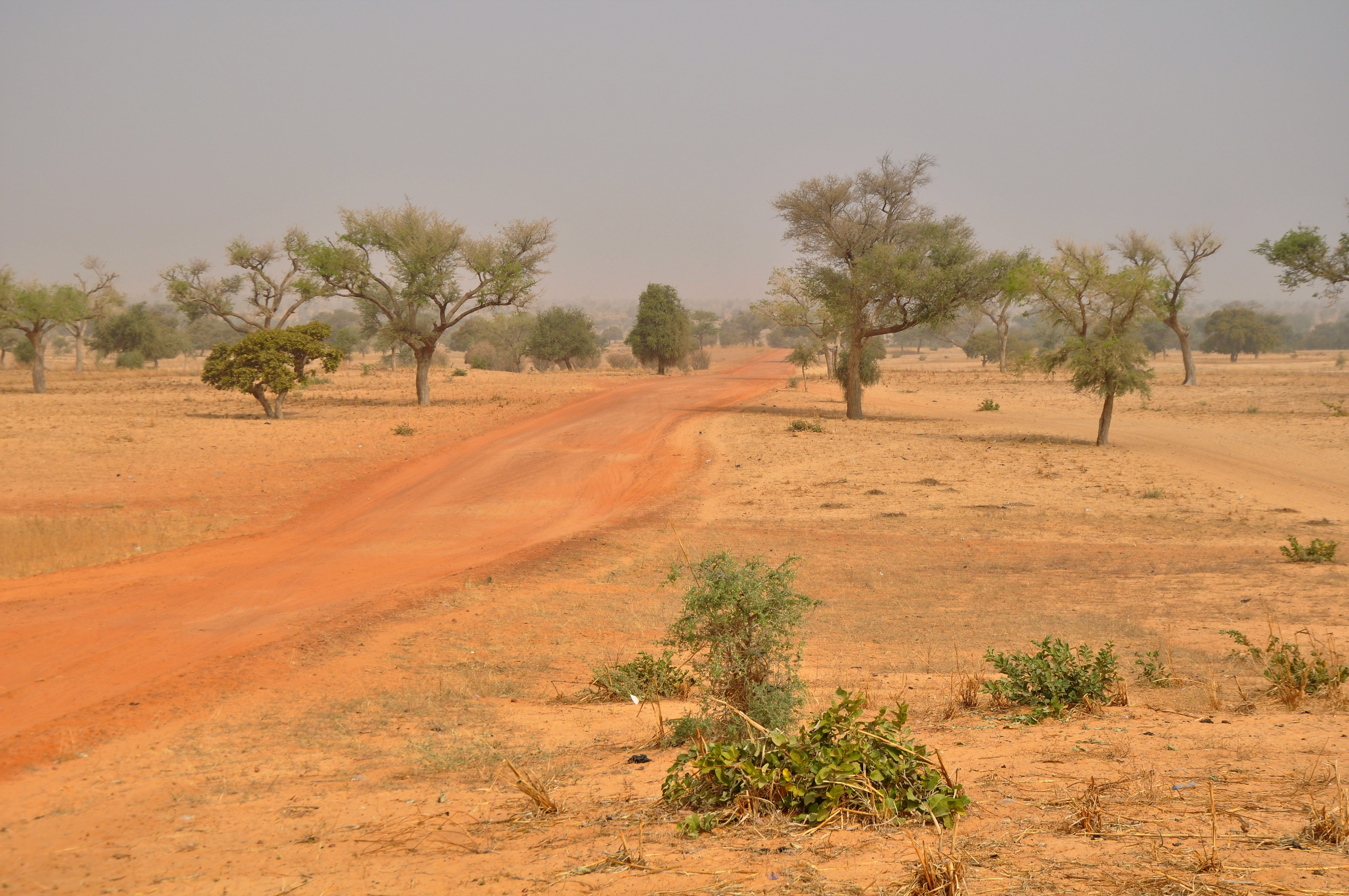
Straße beim Dorf Niabéré Bella in der Landgemeinde Harikanassou

Durch die Lage im Tal des Dallol Bosso liegt der Grundwasserspiegel nur wenige Meter unter der Erdoberfläche, was die Anlage von bewässerten Gemüsegärten ermöglicht. Diese werden von den Frauen der Gemeinde bewirtschaftet, die dort Salate, Bohnen, Kürbisse, Zwiebeln und Tomaten anbauen. Viele der männlichen Einwohner hingegen gehen in der Trockenzeit in die Stadt oder ins Nachbarland Nigeria, um dort Arbeit zu finden. Im Hauptort wird ein Markt abgehalten. Das staatliche Versorgungszentrum für landwirtschaftliche Betriebsmittel und Materialien (CAIMA) unterhält eine Verkaufsstelle im Hauptort.
Gesundheitszentren des Typs Centre de Santé Intégré (CSI) sind im Hauptort und in der Siedlung Kouringuel Mayaki vorhanden. Der CEG Harikanassou ist eine allgemein bildende Schule der Sekundarstufe des Typs Collège d’Enseignement Général (CEG). Beim Centre de Formation aux Métiers de Harikanassou (CFM Harikanassou) handelt es sich um ein Berufsausbildungszentrum.
Durch die Gemeinde, unter anderem durch den Hauptort, führt die Nationalstraße 35 zwischen Gaya und Winditane. Im Hauptort zweigt die Landstraße RR3-005 nach Kodo von der Nationalstraße 35 ab.

## Persönlichkeiten
- Amadou Seyni Maïga (* 1942), Offizier, Politiker und Diplomat, traditioneller Herrscher von Kiota und Harikanassou